# Keita Kobayashi
Keita Kobayashi (japanisch 小林 慶太 Kobayashi Keita; * 30. Januar 2003 in Tachikawa, Präfektur Tokio) ist ein japanischer Fußballspieler.

## Karriere
Keita Kobayashi erlernte das Fußballspielen in der Jugend vom FC Tokyo sowie in der Universitätsmannschaft der Rikkyō-Universität. Seinen ersten Vertrag unterschrieb er am 1. Februar 2025 bei Roasso Kumamoto. Der Verein aus Kumamoto spielt in der zweiten japanischen Liga, der J2 League. Sein Zweitligadebüt gab Kobayashi am 2. März 2025 (3. Spieltag) im Heimspiel gegen RB Ōmiya Ardija. Bei der 0:4-Heimniederlage wurde er in der 89. Minute für Masato Handai eingewechselt.